# Stengyl (Öljehults socken, Blekinge, 625375-144898)
Stengyl är en sjö i Ronneby kommun i Blekinge och ingår i Bräkneåns huvudavrinningsområde. Sjön är 1,7 meter djup, har en yta på 0,025 kvadratkilometer och befinner sig 114 meter över havet.